# Lauretta Masiero
Lauretta Masiero (* 25. Oktober 1927 in Venedig; † 23. März 2010 in Rom) war eine italienische Schauspielerin.

## Leben
Masiero war in erster Linie Bühnenschauspielerin und erhielt gute Kritiken für ihre weiblichen Hauptrollen neben vielen großen Theaternamen wie Ernesto Calindri, Lina Volonghi, Arnoldo Foà oder Andreina Pagnani.
Sie begann an der Seite von Erminio Macario im Jahr 1945. In ihrer 60 Jahre umspannenden Theaterkarriere war sie hauptsächlich in Klassikern (vor allem Carlo Goldoni) zu sehen und brillierte anlässlich der Biennale von Venedig 1954 mit Pietro Garinei und Giancarlo Giovannini, mit denen sie bereits häufig aufgetreten war, als gefeiertes Trio der musikalischen Komödie. Bis weit in die 1990er Jahre hinein trat sie in Stücken so unterschiedlicher Autoren wie George Bernard Shaw, Georges Feydeau und Neil Simon auf.
In den 1950er und 1960er Jahren drehte sie auch etliche Filme, meist romantische Komödien, und war im Fernseh-Mehrteiler Le avventure di Laura Storm (1965/66) in der Titelrolle der abenteuerlustigen Journalistin zu sehen. Auch zahlreiche Fernsehauftritte stehen auf ihrer Werkliste.
Aus einer Beziehung mit Johnny Dorelli stammt ihr Sohn, der Schauspieler Gianluca Guidi.

## Filmografie (Auswahl)
- 1952: Canzoni di mezzo secolo
- 1952: Il bandolero stanco
- 1958: Ohne Dich kann ich nicht leben
- 1961: Seine Exzellenz bleibt zum Essen (Sua Eccellenza si fermò a mangiare)
- 1965–1966: Le avventure di Laura Storm (Fernseh-Mehrteiler)
- 1992: Ostinato Destino – Hartnäckiges Schicksal